# Nokere Koerse 2025
La Nokere Koerse 2025, ufficialmente Danilith - Nokere Koerse, settantanovesima edizione della corsa e valevole come undicesima prova dell'UCI ProSeries 2025 categoria 1.Pro, si è svolta il 19 marzo 2025 per un percorso di 188,1 km, con partenza da Deinze ed arrivo a Nokere, in Belgio. La vittoria è stata appannaggio dell'olandese Nils Eekhoff, il quale ha completato il percorso in 4h15'42", alla media di 44,138 km/h, precedendo l'italiano Matteo Moschetti e lo statunitense Luke Lamperti.
Sul traguardo di Nokere 110 ciclisti, dei 134 partiti da Deinze, portarono a termine la competizione.

## Squadre e corridori partecipanti
| N.    | Cod. | Squadra               |
| ----- | ---- | --------------------- |
| 1-7   | SOQ  | Soudal Quick-Step     |
| 11-17 | UAD  | UAE Team Emirates XRG |
| 21-27 | LTK  | Lidl-Trek             |
| 31-37 | ADC  | Alpecin-Deceuninck    |
| 41-47 | GFC  | Groupama-FDJ          |
| 51-57 | IWA  | Intermarché-Wanty     |
| 61-67 | TPP  | Team Picnic PostNL    |
| 71-77 | TBV  | Bahrain Victorious    |
| 81-87 | COF  | Cofidis               |
| 91-97 | XAT  | XDS Astana Team       |

| N.      | Cod. | Squadra                |
| ------- | ---- | ---------------------- |
| 101-107 | LOT  | Lotto                  |
| 111-117 | IPT  | Israel-Premier Tech    |
| 121-127 | UXM  | Uno-X Mobility         |
| 131-136 | TUD  | Tudor Pro Cycling Team |
| 141-147 | Q36  | Q36.5 Pro Cycling Team |
| 151-157 | RKT  | Unibet Tietema Rockets |
| 161-167 | WB2  | Wagner Bazin WB        |
| 171-177 | EUS  | Euskaltel-Euskadi      |
| 181-187 | TFB  | Team Flanders-Baloise  |
| 191-197 | TIS  | Tarteletto-Isorex      |

## Ordine d'arrivo (Top 10)
| Pos. | Corridore        | Squadra  | Tempo    |
| ---- | ---------------- | -------- | -------- |
| 1    | Nils Eekhoff     | Picnic   | 4h15'42" |
| 2    | Matteo Moschetti | Q36.5    | s.t.     |
| 3    | Luke Lamperti    | Soudal   | s.t.     |
| 4    | Milan Fretin     | Cofidis  | s.t.     |
| 5    | Milan Menten     | Lotto    | s.t.     |
| 6    | Piet Allegaert   | Cofidis  | s.t.     |
| 7    | Lewis Askey      | Groupama | s.t.     |
| 8    | Alberto Dainese  | Tudor    | s.t.     |
| 9    | Lukáš Kubiš      | Unibet   | s.t.     |
| 10   | Hugo Hofstetter  | Israel   | s.t.     |